# Condado de Hopkins (Kentucky)
El condado de Hopkins (en inglés: Hopkins County), fundado en 1807, es uno de 120 condados del estado estadounidense de Kentucky. En el año 2000, el condado tenía una población de 46,519 habitantes y una densidad poblacional de 32 personas por km². La sede del condado es Madisonville.

## Geografía
Según la Oficina del Censo, el condado tiene un área total de 1435 km² (554,1 mi²), de la cual 1427 km² (551 mi²) es tierra y 10 km² (3,9 mi²) (0.66%) es agua.

### Condados adyacentes
- Condado de Webster (noroeste)
- Condado de McLean (noreste)
- Condado de Muhlenberg (sureste)
- Condado de Christian (sur)
- Condado de Caldwell (suroeste)

## Demografía
Según la Oficina del Censo en 2005, los ingresos medios por hogar en el condado eran de $30,868, y los ingresos medios por familia eran $36,794. Los hombres tenían unos ingresos medios de $31,400 frente a los $20,014 para las mujeres. La renta per cápita para el condado era de $17,382. Alrededor del 16.50% de la población estaban por debajo del umbral de pobreza.

## Localidades
| - Charleston - Dawson Springs - Earlington | - Hanson - Madisonville - Mortons Gap | - Nebo - Nortonville | - St. Charles - White Plains - Manitou |